# Cafrària Britànica
Cafrària Britànica fou una colònia britànica/entitat administrativa subordina a la moderna Sud-àfrica, que constava dels districtes ara coneguts com a King William's Town i East London.
Va ser habitat principalment pels Ngqika ("Gaika"), la branca principal dels Rharhabe Xhosa.

## Nom i Etimologia
El terme Kaffraria (Cafrària) deriva de la paraula "Kaffir", al principi un terme àrab que va ser utilitzat pels habitants africans negres d'Àfrica meridional. La paraula Kaffraria va acabar per designar concretament als xhosa en el que és ara la província de Eastern Cap. Més tard, les terres xhoses que van caure sota govern britànic van acabar sent conegudes com la "Cafrària Britànic" (British Kaffraria), mentre el territori dels xhoses independents a l'est va ser conegut senzillament com a Cafrària ("Kaffraria").
Una subsecció de la Cafrària Britànica fou més tard reconstituïda pel règim de l'Apartheid com el bantustan semiindependent de Ciskei.

## Història
De manera similar a altres llocs d'Àfrica meridional, els habitants aborígens de l'àrea eren els khoisan caçadors, recol·lectors i ramaders. Aviat aquests pobles van ser desplaçats per l'expansió bantu, quan van travessar elriu Kei des del nord. L'àrea va ser consolidada sota el govern d'una branca dels xhosa.

### Govern xhosa
El poble xhosa va ser governat pels Ngqika ("Gaika") o caps (part de la branca Rarabe de la línia principal xhosa):
- Ngqika (El cap fundador), 1797 - 13 de novembre de 1829
- Sandile, 13 de novembre de 1829 - 1 de juny de 1878

### Govern britànic
El territori va caure sota govern britànic en el segle xix. Tanmateix, hi havia un notable desacord sobre com havia de ser governat, amb la Colònia de Cap reticent de responsabilitzar-se per la seva administració. El seu estat, per tant, va canviar diversos cops abans que finalment esdevingués part de la Colònia de Cap.

#### "Província de la Reina Adelaida" dins la colònia del Cap (1835)
Després de la 6a Guerra de Frontera (Guerra Hintsa), el 10 de maig de 1835 l'àrea va ser ocupada pel governador britànic Sir Benjamin d'Urban, i annexionat a la Colònia del Cap amb el nom de Província de la Reina Adelaida. Una ubicació per al nou govern de la província va ser seleccionada, i es va anomenar King William's Town. La província va ser declarada com a lloc pel poblament de tribus africanes lleials, aquelles tribus rebels que estiguessin d'acord a reemplaçar el seu lideratge, i els Fengu (coneguts pels europeus com el poble fingo), qui havia arribat recentment fugint dels exèrcits zulu i havien estat vivint subjectes als xhosa. Els corresponents magistrats van ser nomenats per administrar el territori en l'esperança que gradualment, amb l'ajuda dels missioners, soscavarien l'autoritat tribal.

#### "Terra de la Reina Adelaida" com a districte separat (1836-1847)
Només uns quants mesos després de la seva forçada unió a la Colònia de Cap, el 5 de desembre de 1835 aquesta colònia va desestimar l'annexió. La creació de la província era també condemnada per Londres, per ser antieconòmica i injusta.
Així la província de la Reina Adelaida fou formalment des-annexada el desembre de 1836, la frontera del Cap es va restablir enrere al riu Keiskamma, i nous tractats es van fer amb els caps responsables de l'ordre més enllà del riu Fish. L'àrea fou rebatejada districte de la Terra de la Reina Adelaida, amb Grahamstown com a capital. El govern indígena fou restablert arreu del territori i aquest van quedar com una entitat separada fins al 1847.

#### "Cafrària Britànica" dins la Colònia de Cap (1847-1866)
Després de la 7a Guerra de Frontera ("Guerra Amatola"), el 17 de desembre de 1847 l'àrea era un altre cop incorporada pel nou governador britànic Harry Smith, i un altre cop annexionada a la Colònia del Cap, aquesta vegada amb el nom de "colònia" de Cafrària Britànica (British Kaffraria), amb la ciutat de Kings William's Town com a capital. El nou governador va reocupar els forts abandonats i les tropes imperials britàniques van ser desplaçades al territori.
Emigrants alemanys van arribar a Cafrària Britànica el 1858-1859, i altre cop el 1877-1878.

#### Colònia separada de "Cafrària Britànica" (colònia de la corona 1860-1866)
El 7 de març de 1860, arran de les grans matances de bestiar per part dels xhoses, la Colònia del Cap un altre cop va des-annexionar la colònia de Cafrària Britànica que esdevingué una colònia de la corona separada. Un tinent-governador separat, el Coronel John Maclean, va ser designat per administrar la colònia. Tanmateix, els problemes econòmics van portar a la colònia a la bancarrota i la pressió llavors va ser per la veïna Colònia de Cap veïna per agafar un cop més el territori i les seves despeses.

#### Annexió final a la Colònia de Cap (1866)
Finalment, fou reincorporada a la Colònia de Cap el 17 d'abril de 1866.
De 1853 a 1866 el territori va utilitzar els segells del Cap de Bona Esperança.
L'àrea va formar modernament la base del bantustan semiindependent del Ciskei.

## Caps administratius
Els caps administratius successius, amb títols repetidament canviats, foren:
- Administrador Harry Smith, 10 maig 1835 - 5 desembre 1835
- Lloctinent-governadors:
  - Harry Smith (suplent), 10 desembre 1835 - 13 setembre 1836
  - Sir Andries Stockenstroom, 13 setembre 1836 - 9 d'agost 1838
  - John Hare, 9 agost 1838 - setembre 1846 (interí fins al 31 agost 1839)
  - Sota govern directe de la Colònia del Cap, setembre 1846 - 9 abril 1847
  - Sir Henry Young, 9 abril 1847 - 4 novembre 1847
- Govern directe de la Colònia del Cap, 4 novembre 1847 - 17 desembre 1847
- Comissaris en cap:
  - George Henry Mackinnon, 23 desembre 1847 - octubre 1852
  - John Mclean, octubre 1852 - 7 març 1860
- Tinent-governador (un altre cop): John Mclean, 7 març 1860 - 24 desembre 1864
- Ajudant del governador o subgovernador: Robert Graham, 24 desembre 1864 - 17 abril 1866